# LEN European Cup 1967-1968
La LEN European Cup 1967-1968 è stata la quinta edizione del massimo trofeo continentale di pallanuoto per squadre di club.
La fase finale ha visto la partecipazione di nove squadre: dopo una fase a gironi si sono disputate le gare a eliminazione diretta.
I campioni di Jugoslavia in carica del Mladost Zagabria, alla loro prima esperienza nel torneo, hanno conquistato la coppa superando in finale i rumeni della Dinamo Bucarest.

## Gironi di semifinale

### Gironi
| Gruppo A          |
| sede: Zagabria    |
| - Barcellona      |
| - Mladost         |
| - Pro Recco       |
| - Septemuri Sofia |

| Gruppo B          |
| sede: Bucarest    |
| - CVSK VMF Mosca  |
| - De Robben       |
| - Dinamo Bucarest |
| - Dynamo Berlino  |
| - Partizan        |

### Gruppo A
|    | Semifinali 1967-1968 | Pti | G | V | N | P | GF | GS | DR  |
| -- | -------------------- | --- | - | - | - | - | -- | -- | --- |
| 1. | Mladost              | 6   | 3 | 3 | 0 | 0 | 21 | 6  | +15 |
| 2. | Pro Recco            | 4   | 3 | 2 | 0 | 1 | 14 | 10 | +4  |
| 3. | Barcellona           | 2   | 3 | 1 | 0 | 2 | 8  | 18 | -10 |
| 4. | Septemuri Sofia      | 0   | 3 | 0 | 0 | 3 | 9  | 18 | -9  |

|  | Mladost    | 4-2 | Pro Recco |
|  | Barcellona | 4-3 | Sofia     |

|  | Mladost   | 9-2 | Barcellona |
|  | Pro Recco | 6-4 | Sofia      |

|  | Mladost   | 8-2 | Sofia      |
|  | Pro Recco | 6-2 | Barcellona |

### Gruppo B
|    | Semifinali 1967-1968 | Pti | G | V | N | P | GF | GS | DR  |
| -- | -------------------- | --- | - | - | - | - | -- | -- | --- |
| 1. | Dinamo Bucarest      | 8   | 4 | 4 | 0 | 0 | 25 | 16 | +9  |
| 2. | CVSK VMF Mosca       | 6   | 4 | 3 | 0 | 1 | 22 | 14 | +6  |
| 3. | Partizan             | 3   | 4 | 1 | 1 | 2 | 19 | 16 | +3  |
| 4. | Dynamo Berlino       | 3   | 4 | 1 | 1 | 2 | 19 | 21 | -2  |
| 5. | De Robben            | 0   | 4 | 0 | 0 | 4 | 8  | 26 | -18 |

|  | Bucarest  | 9-4 | Berlino   |
|  | De Robben | 0-6 | CVSK      |
|  | Bucarest  | 9-4 | De Robben |
|  | CVSK      | 4-3 | Partizan  |

|  | Partizan | 5-5 | Berlino   |
|  | Bucarest | 5-4 | CVSK      |
|  | Partizan | 5-0 | De Robben |

|  | CVSK     | 8-6 | Berlino   |
|  | Berlino  | 6-4 | De Robben |
|  | Bucarest | 7-6 | Partizan  |

## Semifinali
| Andata | Andata                      | Andata |
| Data   | Gara                        | Ris.   |
| ------ | --------------------------- | ------ |
| ?      | CVSK VMF Mosca - Mladost    | 4-4    |
| ?      | Pro Recco - Dinamo Bucarest | 5-3    |

| Ritorno | Ritorno                     | Ritorno | Ritorno |
| Data    | Gara                        | Ris.    | Tot.    |
| ------- | --------------------------- | ------- | ------- |
| ?       | Mladost - CVSK VMF Mosca    | 6-3     | 10-7    |
| ?       | Dinamo Bucarest - Pro Recco | 9-6     | 12-11   |

## Finale
| Andata | Andata                    | Andata |
| Data   | Gara                      | Ris.   |
| ------ | ------------------------- | ------ |
| ?      | Mladost - Dinamo Bucarest | 4-2    |

| Ritorno | Ritorno                   | Ritorno | Ritorno |
| Data    | Gara                      | Ris.    | Tot.    |
| ------- | ------------------------- | ------- | ------- |
| ?       | Dinamo Bucarest - Mladost | 4-4     | 6-8     |

### Campioni
- Mladost Campione d'Europa:

Karlo Stipanić, Jonke, Ivo Trumbić, Ozren Bonačić, Zlatko Šimenc, Miroslav Poljak, Jeger, Marijan Žužej.

## Fonti
- (EN)  LEN, The Dalekovod Final Four - Book of Champions 2011, 2011 (versione digitale)